# Giacomo Andrea Giacomini
Giacomo Andrea Giacomini (Mocasina, 16 aprile 1796 – Padova, 29 dicembre 1849) è stato un medico e farmacologo italiano.

## Biografia
Dopo gli studi primari a Desenzano del Garda e a Verona si laureò in Medicina e Chirurgia all'Università degli Studi di Padova nel 1820.
Frequentò quindi la scuola biennale di perfezionamento all'Università di Vienna nel periodo 1819 - 1821.
Nel 1824 divenne professore di Medicina teorica e Terapia medica all'Università di Padova, mantenendo l'incarico fino alla prematura morte.
Fu uno degli scienziati italiani più noti del primo Ottocento ed è stato l'iniziatore, in Italia, della moderna farmacologia sperimentale, formulando fini e metodica dello studio dei farmaci.
Fu un convinto seguace del vitalismo e in polemica con Maurizio Bufalini arrivò persino a negare che la chimica potesse servire a conoscere i processi vitali.
Distinse due cause di morte: da malattie meccaniche e da malattie dinamiche.
Le sue opinioni nosografiche e terapeutiche erano dunque basate su questa distinzione tra effetti meccanici e effetti dinamici dei farmaci.
Allievi diretti ne furono Ferdinando Colletti (1819-1881) e Giambattista Mugna (1799-1866).

## Opere principali
- Trattato filosofico-sperimentale dei soccorsi terapeutici diviso in quattro parti: Farmacologia, Applicazioni meccaniche. Dietetica, Medicina morale (4 voll., 1833 - 1838).
- Opera omnia (10 voll., Padova, 1852 - 1855).